# 陸起龍
陸起龍（1554年—？），字震卿，號少白，直隸蘇州府太倉州人，民籍，明朝政治人物。

## 生平
萬曆四年（1576年）丙子科應天府鄉試第四名，萬曆十一年（1583年）癸未科會試第二百五十八名，登三甲第六名進士。刑部觀政，本年授行人，丁外艰，十五年降浙江布政司照磨，十六年升餘杭縣知縣，患病不堪縣務，乞改任教授，二十二年改饶州府學教授。

## 家族
曾祖陸貫；祖父陸莊；父陸文明。母武氏。严侍下。弟起鳳。